# Revista Brasileira de Geografia Física
A Revista Brasileira de Geografia Física é um periódico científico editado pela Universidade Federal de Pernambuco que publica artigos científicos no campo da Geografia física. Publicada desde seu lançamento em 2008, esta revista está indexada em várias bases como Latindex e DOAJ.
Na avaliação do Qualis realizada pela Coordenação de Aperfeiçoamento de Pessoal de Nível Superior (CAPES), este periódico foi classificado no extrato B1 para a área de Geografia e B2 nas áreas de Ciências ambientais, Planejamento Urbano/Demografia e Interdisciplinares.